# Cavendishia davidsei
Cavendishia davidsei är en ljungväxtart som beskrevs av J. L. Luteyn. Cavendishia davidsei ingår i släktet Cavendishia och familjen ljungväxter. Inga underarter finns listade i Catalogue of Life.